# Regionalmusikverband Emsland/Grafschaft Bentheim

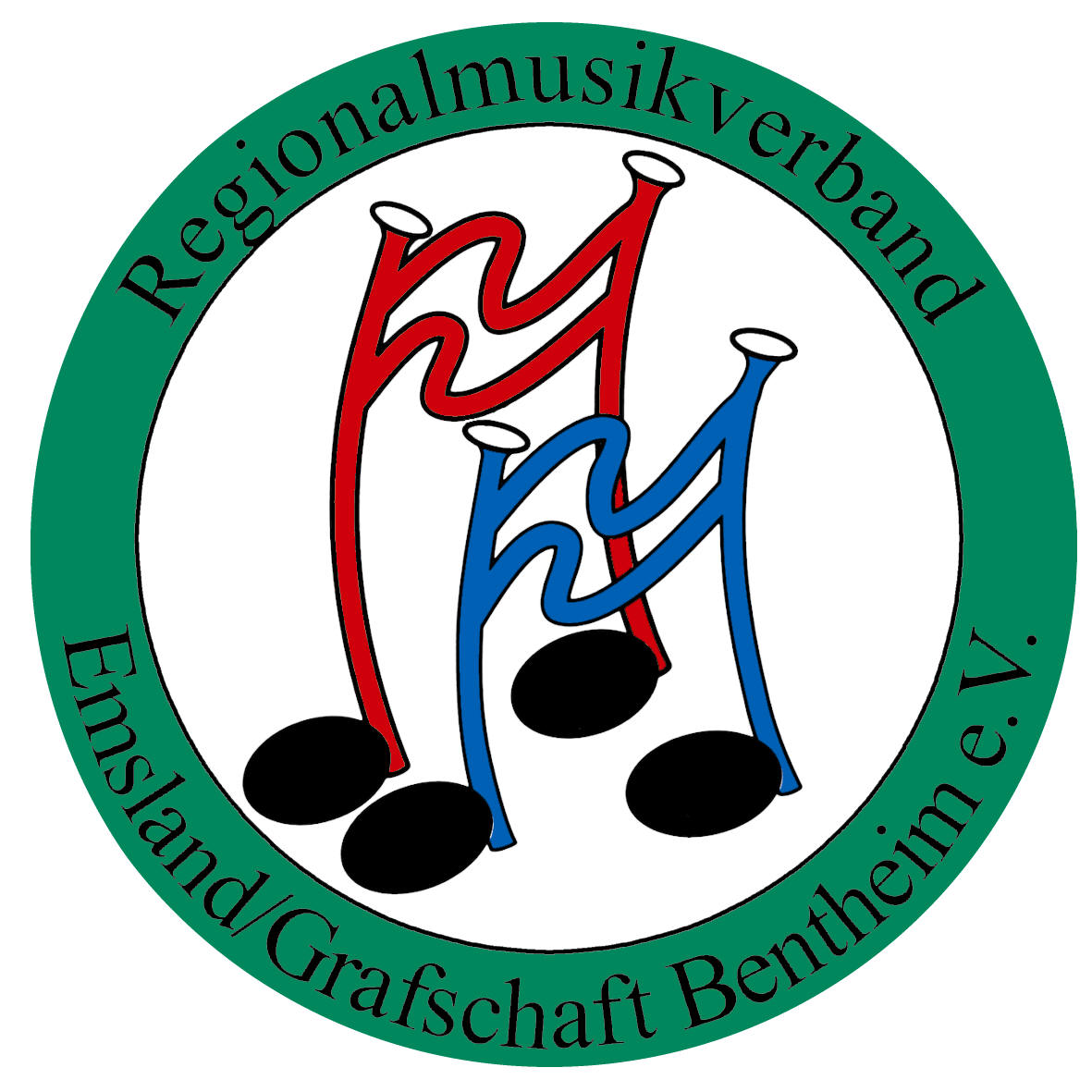
Das Logo des Regionalmusikverbandes

Der Regionalmusikverband Emsland/Grafschaft Bentheim e.V. (RMV) ist ein 1987 gegründeter Fachverband der instrumentalen Amateurmusik für Blasmusik, Spielmanns- und Fanfarenzüge, Drumbands und einem Akkordeonorchester in den Landkreisen Emsland und Grafschaft Bentheim in Niedersachsen. Aktuell vertritt der RMV knapp 75 Mitgliedsvereinigungen, knapp 3500 aktive Musiker und über 1500 Förderer.
Der Regionalmusikverband Emsland/Grafschaft Bentheim e.V. wird von der 1. Vorsitzenden Petra Midden, dem 2. Vorsitzenden Hannes Cerny und dem Geschäftsführer Christian Hoffhues geleitet. Insgesamt umfasst der Gesamtvorstand 13 Mitglieder, die sich auf viele Fachbereiche, wie z. B. der Jugend oder der Öffentlichkeitsarbeit, aufteilen.

## Verband
Der Regionalmusikverband Emsland/Grafschaft Bentheim wurde am 11. Dezember 1987 gegründet und ist im Vereinsregister des Amtsgerichts Osnabrück eingetragen. Er ist Mitglied im Kreisjugendring Emsland und der Grafschaft Bentheim, im Landesmusikrat Niedersachsen e.V., im Niedersächsischen Musikverband e.V. und in der Bundesvereinigung Deutscher Musikverbände (BDMV). Er ist zuständig für das Gebiet der Landkreise Emsland und Grafschaft Bentheim und setzt sich aktuell (Stand 2019) zusammen aus 48 Musikvereinen, 19 Spielmannszügen, 2 Fanfarenzügen, einer Drummerband, einem Akkordeonorchester, einer Kontaktstelle Musik sowie einer Musikschule.

## Aufgaben und Ziele
Zu den Aufgaben des Verbandes gehört die Förderung von Kunst und Kultur, insbesondere die Förderung und Erhaltung der Blas- und Spielmannsmusik, und die damit verbundene Pflege der regionalen Musikkultur. Vorrangiges Ziel ist die Aus- und Weiterbildung von Amateurmusikern der Mitgliedsvereine, insbesondere jugendlicher Musiker, verbunden mit der Weiter- und Fortbildung zu Registerführern, Übungsleitern und Dirigenten. Ziel ist außerdem der Zusammenschluss aller Blasorchester, Musikgruppen und Spielmannszüge in den Landkreisen Emsland und Grafschaft Bentheim zu einer bedeutenden Interessenvertretung.

## Aktivitäten
Der Verband veranstaltet jährlich zahlreiche Seminare und Workshops für die Musiker des Verbandsgebietes und darüber hinaus. Regelmäßig gehören auch Kurse im E-, D- und C-Bereich dazu. Außerdem ist er zuständig für eine kreisweite Öffentlichkeitsarbeit, Vernetzung zur politischen Ebene beider Landkreise, Hilfestellungen im musikalischen und organisatorischen Vereinsbereich (GEMA etc.) und die Vergabe von Ehren- und Treueabzeichen.